# Коло (албум)
Коло је седми студијски албум српске рок групе Van Gogh. Албум је објављен 24. маја 2006. године за издавачку кућу ПГП РТС, а био је доступан на компакт-диску.

## Списак песама
| №               | Назив            | Аутор(и)                                                     | Трајање |  |
| 1.              | Коло — Лудо луда | З. Ђукић (т, м, а)                                           | 2:45    |  |
| 2.              | Вртешка          | З. Ђукић (т, м), С. Радивојевић (м), (a)                     | 2:57    |  |
| 3.              | Пластелин        | З. Ђукић (т, м), (a), В. Неговановић (a)                     | 2:53    |  |
| 4.              | До краја света   | З. Ђукић (т, м), (a), В. Аралица (a)                         | 4:28    |  |
| 5.              | Дишем            | З. Ђукић (т, м), (a), В. Аралица (a)                         | 4:13    |  |
| 6.              | Списак разлога   | З. Ђукић (т, м, а)                                           | 3:15    |  |
| 7.              | Део око тебе     | З. Ђукић (т, м), С. Радивојевић (м), (a), В. Неговановић (a) | 3:09    |  |
| 8.              | Суђено ми је     | З. Ђукић (т, м, а), В. Аралица (a)                           | 3:40    |  |
| 9.              | Од када те нема  | З. Ђукић (т, м), (a), В. Аралица (a)                         | 3:22    |  |
| 10.             | Емигрант         | З. Ђукић (т, м), (a), В. Аралица (a)                         | 4:07    |  |
| 11.             | Љубав је         | З. Ђукић (т, м), (a), В. Неговановић (a)                     | 4:05    |  |
| Укупно трајање: | Укупно трајање:  | Укупно трајање:                                              | 38:54   |  |

## Музичари
- Звонимир Ђукић — вокал, акустична гитара, гитара, мандолина, хармоника
- Србољуб Радивојевић — бубњеви, пратећи вокали, програмирање бубњева
- Дејан Илић — бас-гитара, акустична гитара[1]

## Остале заслуге
- Војислав Аралица — продуцент (4—5, 8—10)
- Владимир Неговановић — продуцент (1—3, 6—7, 11)
- Борис Гавриловић — тонски сниматељ
- Џејмс Круз — мастеровање
- Марко Вајагић — дизајн омота
- Небојша Бабић — фотографије[1]